# Spisak nagrada i nominacija Eminema
Spisak nagrada i nominacija Eminema je sveobuhvatan spisak nagrada koje je osvojio i nominacija koje je imao američki reper, muzički producent i glumac Eminem. Karijeru je počeo 1996. godine sa Veb entertejnmentom, a od kraja 1990-ih je jedan od najpopularnijih rep izvođača na svetu.
Eminem je brzo stekao popularnost 1999. godine sa svojim debi albumom iz veće izdavačke kuće, The Slim Shady LP, koji je osvojio Gremi za najbolji rep album. Naredni album, The Marshall Mathers LP, postao je najprodavaniji solo album u istoriji Sjedinjenih Država.
The Marshall Mathers LP i njegov četvrti album, The Eminem Show, takođe su osvojili Gremi, čime je Eminem postao prvi izvođač koji je imao najbolji rep album za tri uzastopna LP-a. Potom je ponovo osvojio nagradu 2010. za svoj album Relapse, što mu je donelo ukupno 15 Gremija u karijeri. Godine 2003, osvojio je Oskar za najbolju originalnu pesmu i bio nominovan za Zlatni globus za najbolju originalnu pesmu (za Lose Yourself, iz filma 8 milja u kojem je takođe igrao glavnu ulogu). Lose Yourself je postao najduže kao broj jedan rangiran hip hop singl u istoriji. Eminem je posle ovoga pauzirao, od turneje 2005. Prvi album od izdanja iz 2004, Encore, izašao je 15. maja 2009. godine pod nazivom Relapse. Eminem je najprodavaniji umetnik decenije prema američkom sistemu Nilsen saundsken, a prodao je preko 300 miliona pesama širom sveta — ovo ga čini najprodavanijim muzičkim umetnikom svih vremena. Godine 2010, Eminem je objavio svoj sedmi album, Recovery. Postao je Eminemov šesti konsekutivni broj jedan album u SAD, uz međunarodni komercijalni uspeh i rangiranje na prvom mestu u više drugih zemalja. Ostao je na prvom mestu američkog čarta  200 pet uzastopnih nedelja, a ukupno sedam nedelja. Recovery je Bilbord označio kao najprodavaniji album 2010, čime je Eminem prvi umetnik u istoriji Nilsen saundskena sa dva najprodavanija albuma do kraja godine.
Eminem je bio rangiran na 79. mesto VH1 liste 100 najvećih umetnika svih vremena. Bio je 83. na listi magazina Roling stoun, takođe 100 najvećih umetnika svih vremena. Takođe, 2008. magazin Vajb ga je proglasio „najboljim živim reperom”. Uključujući rad sa D12, Eminem ima 10 broj jedan albuma na listi , 8 solo (6 studijskih, 2 kompilacije) i 2 sa D12. Eminem je imao 13 prvorangiranih singlova u celom svetu. Decembra 2009, magazin Bilbord ga je nazvao „umetnikom decenije”. Njegove albume, The Eminem Show, The Marshall Mathers LP i Encore (redom), magazin Bilbord je rangirao kao 3, 7. i 40. najprodavaniji album prve decenije dvadesetog veka. U UK, Eminem je prodao više od 13 miliona pesama.
Godine 2010, MTV je Eminema rangirao kao 7. najveću pop ikonu u istoriji pop muzike. Tokom 2010, Eminemova muzika je imala 94 miliona strimova, više od bilo kog drugog muzičara.
U novembru 2013. na dodeli nagrade MTV Jurop Eminem je postao prvi reper ikada koji je dobio nagradu za globalnu ikonu, za svoje doprinose i uticaje u muzici; ovo ga svrstava u istu kategoriju sa Kvinom, Vitni Hjuston i Bonom Džovijem. Isto tako, konzistentno je rangiran kao jedan od najvećih repera svih vremena. 
Do marta 2014, prodao je više od 44 miliona numera za preuzimanje i 44,91 miliona albuma samo u SAD — ovime je pretekao kralja kantri muzike Džordža Strejta (44,89 miliona) i postao drugi najbolje prodavani muški izvođač u istoriji SAD iza Garta Bruksa koji je prodao 69,52 miliona albuma u Americi. Do decembra 2016, njegov najnoviji album The Marshall Mathers LP 2 prodat je u više od 3.500.000 kopija u SAD i 9.000.000 u celom svetu, prema Nilsen saundskenu.
Do septembra 2017, Eminem je osvojio ukupno oko 600 nagrada od 727 nominacija. Najnagrađivaniji je rep umetnik svih vremena.

## Oskar
Oskar, izvorno poznat kao „Akademijina nagrada”, priznanje je koje daje Akademija filmskih umetnosti i nauka (AMPAS) — na anualnoj ceremoniji, kao znak prepoznavanja najboljih u filmskoj industriji. Eminem je osvojio Oskar za najbolju originalnu pesmu na 75. dodeli Oskara, za svoj singl Lose Yourself koji se nalazi na saundtreku filma 8 milja (engl. 8 Mile). Nakon što je reper počeo da snima petu pesmu za svoj novi LP, magazin Roling stoun je rekao kako album neće ostati neprimećen i svrstaće Eminema među najveće u muzičkoj istoriji. Pošto je on takođe i producent svog LP-a, u pitanju je prava ’poslastica’.
| God. | Nominovani rad                      | Nagrada                   | Rezultat |
| ---- | ----------------------------------- | ------------------------- | -------- |
| 2003 | -Lose Yourself}- (iz filma 8 milja) | Najbolja originalna pesma | Osvojeno |

## Američka muzička nagrada
Američka muzička nagrada se dodeljuje svake godine od kako je osnovana 1973, a uručuje je TV ličnost Dik Klark i konkurentska je Gremiju (koji je Eminem takođe osvojio). Sam Eminem je bio nominovan za 23 nagrade, dok su mu albumi nominovani za osam nagrada; osvojio je ukupno 14 nagrada.
| God. | Nominovani umetnik i radovi | Nagrada                            | Rezultat   |
| ---- | --------------------------- | ---------------------------------- | ---------- |
| 2001 | Eminem                      | Omiljeni pop/rok muški umetnik     | Nominacija |
| 2001 | Eminem                      | Omiljeni rep/hip-hop muški umetnik | Nominacija |
| 2003 | Eminem                      | Izbor fanova                       | Nominacija |
| 2003 | Eminem                      | Omiljeni hip-hop/R&B muški umetnik    | Osvojeno   |
| 2003 | Eminem                      | Omiljeni pop/rok muški umetnik     | Osvojeno   |
| 2003 |                             | Omiljeni hip-hop/ album            | Osvojeno   |
| 2003 | Omiljeni pop/rok album      | Osvojeno                           |            |
| 2005 |                             | Omiljeni rep/hip-hop album         | Nominacija |
| 2005 | Eminem                      | Omiljeni rep/hip-hop muški umetnik | Osvojeno   |
| 2006 | Eminem                      | Omiljeni rep/hip-hop muški umetnik | Osvojeno   |
| 2006 |                             | Omiljeni rep/hip-hop album         | Nominacija |
| 2009 |                             | Omiljeni rep/hip-hop album         | Nominacija |
| 2009 | Eminem                      | Umetnik godine                     | Nominacija |
| 2009 | Eminem                      | Omiljeni pop/rok muški umetnik     | Nominacija |
| 2009 | Eminem                      | Omiljeni rep/hip-hop muški umetnik | Nominacija |
| 2010 | Eminem                      | Umetnik godine                     | Nominacija |
| 2010 | Eminem                      | Omiljeni pop/rok muški umetnik     | Nominacija |
| 2010 | Eminem                      | Omiljeni rep/hip-hop muški umetnik | Osvojeno   |
| 2010 |                             | Omiljeni pop/rok album             | Nominacija |
| 2010 | Omiljeni rep/hip-hop album  | Osvojeno                           |            |
| 2014 | Eminem                      | Omiljeni rep/hip-hop umetnik       | Nominacija |
| 2014 |                             | Omiljeni rep/hip-hop album         | Nominacija |

## 
Muzička nagrada Asocijacije australijske muzičke industrije, poznatija kao Nagrada , godišnja je serija noći dodela nagrada kojima se slavi australijska muzička industrija. Dodeljuje ih istoimena organizacija (ARIA).
| God. | Nominovani umetnik i radovi | Nagrada                      | Rezultat   |
| ---- | --------------------------- | ---------------------------- | ---------- |
| 2014 | Eminem                      | Najbolji međunarodni umetnik | Nominacija |

## Barbadoska muzička nagrada
| God. | Nominovani umetnik i radovi | Nagrada               | Rezultat |
| ---- | --------------------------- | --------------------- | -------- |
| 2011 | ( Rijana)                   | Najbolja kolaboracija | Osvojeno |

## 
Nagrada BET je osnovana 2001. godine, a dodeljuje je TV mreža Blek entertejnment, kao priznanje Afroamerikancima i drugim manjinama u muzici i glumi. Eminem je nominovan pet puta, kao belački izvođač u žanru kojim uveliko dominiraju crnci.
| God. | Nominovani umetnik i radovi             | Nagrada                        | Rezultat   |
| ---- | --------------------------------------- | ------------------------------ | ---------- |
| 2001 | ( Dajdo)                                | Video godine                   | Nominacija |
| 2003 |                                         | Video godine                   | Nominacija |
| 2003 | Eminem                                  | Najbolji muški hip-hop umetnik | Nominacija |
| 2010 | (sa Drejkom, Kaeom Vestom i Lil Vejnom) | Najbolja kolaboracija          | Nominacija |
| 2012 | Bad Meets Evil                          | Najbolja grupa                 | Nominacija |

### hip-hop
Nagrada BET hip hop se dodeljuje na godišnjoj bazi; deo je BET, a predstavljaju se hip hop izvođači, producenti i režiseri muzičkih spotova. Eminem je dobio jednu nagradu.
| God. | Nominovani umetnik i radovi             | Nagrada                                 | Rezultat   |
| ---- | --------------------------------------- | --------------------------------------- | ---------- |
| 2009 |                                         | Najbolji hip hop video                  | Nominacija |
| 2009 |                                         | godine                                  | Nominacija |
| 2009 | Eminem                                  | Tekstopisac godine                      | Nominacija |
| 2010 | Eminem                                  | Tekstopisac godine                      | Osvojeno   |
| 2010 | Eminem                                  | MVP godine                              | Nominacija |
| 2010 | (sa Drejkom, Lil Vejnom i Kaeom Vestom) | Risova nagrada za perfektnu kombinaciju | Nominacija |
| 2010 |                                         | Nagrada Verajzon pipls čemp             | Nominacija |
| 2010 |                                         | godine                                  | Nominacija |
| 2011 | ( Rijana)                               | Najbolji hip-hop video                  | Nominacija |
| 2014 | Eminem                                  | Tekstopisac godine                      | Nominacija |
| 2014 | ( Rijana)                               | Najbolja saradnja, duo ili grupa        | Nominacija |
| 2014 |                                         | Album godine                            | Nominacija |

## Bilbord
Muzička nagrada Bilbord je priznanje koje daje magazin Bilbord na godišnjoj ceremoniji a u znak priznanja postignuća muzičara. Eminem je osvojio 17 nagrada.
| God. | Nominovani umetnik i radovi      | Nagrada                        | Rezultat   |
| ---- | -------------------------------- | ------------------------------ | ---------- |
| 2000 |                                  | Maksimum vižon video           | Osvojeno   |
| 2000 | Najbolji rep/hip-hop klip godine | Osvojeno                       |            |
| 2002 | [ 23 ]                           | Album godine                   | Osvojeno   |
| 2002 | [ 23 ]                           | /hip-hop album godine          | Osvojeno   |
| 2002 | [ 23 ]                           | Top 200 Bilbord album          | Osvojeno   |
| 2009 | Eminem                           | Umetnik decenije               | Osvojeno   |
| 2010 | Eminem                           | Muški umetnik godine           | Osvojeno   |
| 2011 | Eminem                           | Top umetnik                    | Osvojeno   |
| 2011 | Eminem                           | Top Bilbord 200 umetnik        | Nominacija |
| 2011 | Eminem                           | Top umetnik, digitalni medijum | Nominacija |
| 2011 | Eminem                           | Top umetnik, digitalne pesme   | Nominacija |
| 2011 | Eminem                           | Top muški umetnik              | Osvojeno   |
| 2011 | Eminem                           | Top rep umetnik                | Osvojeno   |
| 2011 | Eminem                           | Top društveni umetnik          | Nominacija |
| 2011 | Eminem                           | Top striming umetnik           | Osvojeno   |
| 2011 |                                  | Top Bilbord 200 album          | Osvojeno   |
| 2011 | Top rep album                    | Osvojeno                       |            |
| 2011 |                                  | Top strimovana pesma (video)   | Nominacija |
| 2011 | ( Rijana)                        | Top digitalna pesma            | Nominacija |
| 2011 | ( Rijana)                        | Top Hot 100 pesma              | Nominacija |
| 2011 | ( Rijana)                        | Top radijska pesma             | Nominacija |
| 2011 | ( Rijana)                        | Top rep pesma                  | Osvojeno   |
| 2011 | ( Rijana)                        | Top strimovana pesma (audio)   | Nominacija |
| 2011 | ( Rijana)                        | Top strimovana pesma (video)   | Nominacija |
| 2011 | Bed mits Ivil                    | Top društveni umetnik          | Osvojeno   |
| 2011 | Bed mits Ivil                    | Top Bilbord 200 umetnik        | Nominacija |
| 2014 | Eminem                           | Top Bilbord 200 umetnik        | Nominacija |
| 2014 | Eminem                           | Top muški umetnik              | Nominacija |
| 2014 | Eminem                           | Top rep umetnik                | Osvojeno   |
| 2014 |                                  | Top Bilbord 200 album          | Nominacija |
| 2014 | Top rep album                    | Osvojeno                       |            |

## Blek ril
Nagrada Blek ril počela je da se dodeljuje 2000. godine i dizajnirana je tako da se svake godine prepozna i nagradi dostignuće uglavnom crnaca u igranim, nezavisnim i televizijskim filmovima.
| God. | Nominovani rad | Nagrada                    | Rezultat   |
| ---- | -------------- | -------------------------- | ---------- |
| 2003 | 8 milja        | Najbolji filmski saundtrek | Nominacija |
| 2004 |                | Najbolja pesma             | Nominacija |

## Blokbaster entertejnment
Nagrada Blokbaster entertejnment je bila filmska nagrada koju je osnovao Blokbaster i koja se dodeljivala od 1995. do 2001. godine. Svake godine je uručivao Ken Erlik.
| God. | Nominovani rad | Nagrada                     | Rezultat   |
| ---- | -------------- | --------------------------- | ---------- |
| 2000 | Eminem         | Omiljeni novi muški umetnik | Osvojeno   |
| 2001 | Eminem         | Omiljeni muški umetnik      | Osvojeno   |
| 2001 | Eminem         | Omiljeni rep umetnik        | Osvojeno   |
| 2001 |                | Omiljeni                    | Nominacija |

## 

### film/TV
Američka organizacija za izvođačka prava Broudkast mjuzik godišnje organizuje dodelu filmske/TV nagrade BMI u čast muzičara kojima je odato priznanje u katalogu BMI. Godine 2003, Eminem je odneo dve nagrade za svoj rad na hitu Lose Yourself.
| God. | Nominovani rad               | Nagrada         | Rezultat |
| ---- | ---------------------------- | --------------- | -------- |
| 2003 |                              | Najbolja muzika | Osvojeno |
| 2003 | Najizvođenija pesma iz filma | Osvojeno        |          |

### pop
| God. | Nominovani rad | Nagrada           | Rezultat |
| ---- | -------------- | ----------------- | -------- |
| 2011 | [ 30 ]         | Nagrađivane pesme | Osvojeno |
| 2015 | [ 31 ]         | Nagrađivane pesme | Osvojeno |

### /hip-hop
| God. | Nominovani rad | Nagrada             | Rezultat |
| ---- | -------------- | ------------------- | -------- |
| 2014 |                | Najizvođenije pesme | Osvojeno |

### urban
| God. | Nominovani rad | Nagrada           | Rezultat |
| ---- | -------------- | ----------------- | -------- |
| 2011 |                | Nagrađivane pesme | Osvojeno |
| 2011 |                | Nagrađivane pesme | Osvojeno |

## Brit
Nagrada Brit je godišnja ceremonija dodele nagrada koje predstavlja Britanska fonografska industrija, vezano za popularnu muziku. Eminem je ukupno bio nominovan za sedam nagrada Brit i osvojio je četiri ove nagrade, izjednačivši se sa Bjerk kao četvrti najuspešniji međunarodni pobednik na ceremoniji.
| God. | Nominovani rad | Nagrada                                 | Rezultat   |
| ---- | -------------- | --------------------------------------- | ---------- |
| 2000 | Eminem         | Najbolji međunarodni novajlija          | Nominacija |
| 2000 | Eminem         | Najbolji međunarodni muški solo umetnik | Nominacija |
| 2001 | Eminem         | Najbolji međunarodni muški solo umetnik | Osvojeno   |
| 2003 | Eminem         | Najbolji međunarodni muški solo umetnik | Osvojeno   |
| 2003 |                | Najbolji međunarodni album              | Osvojeno   |
| 2005 | Eminem         | Najbolji međunarodni muški solo umetnik | Osvojeno   |
| 2010 | Eminem         | Najbolji međunarodni muški solo umetnik | Nominacija |
| 2011 | Eminem         | Najbolji međunarodni muški solo umetnik | Nominacija |
| 2011 |                | Najbolji međunarodni album              | Nominacija |
| 2014 | Eminem         | Najbolji međunarodni muški solo umetnik | Nominacija |

## Čikaška filmska kritičarska asocijacija
| God. | Nominovani radovi | Nagrada                | Rezultat   |
| ---- | ----------------- | ---------------------- | ---------- |
| 2003 | 8 milja           | Najobećavajući izvođač | Nominacija |

## Detroitska muzička nagrada
Detroitska muzička nagrada (DMA) godišnja je ceremonijalna nagrada koju predstavlja Fondacija Motor siti mjuzik; osnovana je 1998. godine. Eminem je osvojio 9 nagrada od 16 nominacija zaključno s programom 2014.
| God. | Nominovani radovi                              | Nagrada                                               | Rezultat   |
| ---- | ---------------------------------------------- | ----------------------------------------------------- | ---------- |
| 2001 |                                                | Izuzetan nacionalni album                             | Osvojeno   |
| 2001 |                                                | Izuzetan nacionalni singl                             | Osvojeno   |
| 2003 |                                                | Izuzetan nacionalni album                             | Nominacija |
| 2003 | Muzika iz i inspirisana igranim filmom 8 milja | Izuzetan nacionalni album                             | Nominacija |
| 2003 |                                                | Izuzetan nacionalni singl                             | Osvojeno   |
| 2003 |                                                | Izuzetan nacionalni singl                             | Nominacija |
| 2005 |                                                | Izuzetna nacionalna numera većeg izdavača             | Osvojeno   |
| 2011 |                                                | Izuzetna nacionalna numera većeg izdavača             | Osvojeno   |
| 2011 |                                                | Izuzetan nacionalni singl                             | Osvojeno   |
| 2011 | ( Rijana)                                      | Izuzetan nacionalni singl                             | Nominacija |
| 2011 | ( Rijana)                                      | Izuzetan video / visokobudžetni (preko 10.000 dolara) | Nominacija |
| 2011 |                                                | Izuzetan video / visokobudžetni (preko 10.000 dolara) | Osvojeno   |
| 2014 |                                                | Izuzetna nacionalna numera većeg izdavača             | Osvojeno   |
| 2014 |                                                | Izuzetan nacionalni singl                             | Nominacija |
| 2014 |                                                | Izuzetan video / visokobudžetni (preko 10.000 dolara) | Nominacija |
| 2014 |                                                | Izuzetan video / visokobudžetni (preko 10.000 dolara) | Osvojeno   |

## 
Nagrada  je godišnja ceremonijalna nagrada koju predstavlja Dojče fono-akademi, asocijacija muzičkih kompanija iz Nemačke, da bi se priznalo izuzetno postignuće u muzičkoj industriji. Eminem je osvojio 7 nagrada od 8 nominacija, što ga čini najuspešnijim umetnikom u kategoriji (najbolji međunarodni hip-hip/urbani umetnik).
| God. | Nominovani radovi | Nagrada                                       | Rezultat   |
| ---- | ----------------- | --------------------------------------------- | ---------- |
| 2001 |                   | Najbolji hip-hop/urbani umetnik (međunarodni) | Osvojeno   |
| 2002 |                   | Najbolji hip-hop/urbani umetnik (međunarodni) | Osvojeno   |
| 2003 |                   | Najbolji hip-hop/urbani umetnik (međunarodni) | Osvojeno   |
| 2005 |                   | Najbolji hip-hop/urbani umetnik (međunarodni) | Osvojeno   |
| 2007 |                   | Najbolji hip-hop/urbani umetnik (međunarodni) | Osvojeno   |
| 2010 |                   | Najbolji hip-hop/urbani umetnik (međunarodni) | Nominacija |
| 2011 |                   | Najbolji hip-hop/urbani umetnik (međunarodni) | Osvojeno   |
| 2014 |                   | Najbolji hip-hop/urbani umetnik (međunarodni) | Osvojeno   |

## Gremi
Nagrada Gremi, prethodno poznata kao Nagrada Gramofon, priznanje je koje predstavlja Nacionalna akademija muzičkih umetnosti i nauka (NARAS) još od 1959. godine. Eminem je osvojio 15 nagrada od 43 nominacije.
| God. | Nominovani umetnik i radovi                       | Nagrada                                    | Rezultat   |
| ---- | ------------------------------------------------- | ------------------------------------------ | ---------- |
| 2000 | -My Name Is}-                                     | Najbolji rep solo performans               | Osvojeno   |
| 2000 | -Guilty Conscience}- ( Doktor Dre)                | Najbolji rep performans dua ili grupe      | Nominacija |
| 2000 | -The Slim Shady LP}-                              | Najbolji rep album                         | Osvojeno   |
| 2001 | -The Real Slim Shady}-                            | Najbolji rep solo performans               | Osvojeno   |
| 2001 | -Forgot About Dre}- (sa Doktorom Dreom)           | Najbolji rep performans dua ili grupe      | Osvojeno   |
| 2001 | -The Marshall Mathers LP}-                        | Album godine                               | Nominacija |
| 2001 | -The Marshall Mathers LP}-                        | Najbolji rep album                         | Osvojeno   |
| 2003 | -Without Me}-                                     | Numera godine                              | Nominacija |
| 2003 | -Without Me}-                                     | Najbolji muški rep solo performans         | Nominacija |
| 2003 | -Without Me}-                                     | Najbolji muzički spot                      | Osvojeno   |
| 2003 | -The Eminem Show}-                                | Album godine                               | Nominacija |
| 2003 | -The Eminem Show}-                                | Najbolji rep album                         | Osvojeno   |
| 2004 | -Lose Yourself}-                                  | Numera godine                              | Nominacija |
| 2004 | -Lose Yourself}-                                  | Pesma godine                               | Nominacija |
| 2004 | -Lose Yourself}-                                  | Najbolji muški rep solo performans         | Osvojeno   |
| 2004 | -Lose Yourself}-                                  | Najbolja rep pesma                         | Osvojeno   |
| 2004 | -Lose Yourself}-                                  | Najbolja pesma napisana za vizuelne medije | Nominacija |
| 2005 | -Just Lose It}-                                   | Najbolji rep solo performans               | Nominacija |
| 2006 | -Mockingbird}-                                    | Najbolji rep solo performans               | Nominacija |
| 2006 | -Encore}- ( Doktor Dre i Fifti Sent)              | Najbolji rep performans dua ili grupe      | Nominacija |
| 2006 | -Encore}-                                         | Najbolji rep album                         | Nominacija |
| 2007 | -Smack That}- (sa Ejkonom)                        | Najbolja rep/sang kolaboracija             | Nominacija |
| 2007 | -Shake That}- (feat. Nejt Dog)                         | Najbolja rep/sang kolaboracija             | Nominacija |
| 2010 | -Beautiful}-                                      | Najbolji rep solo performans               | Nominacija |
| 2010 | -Crack a Bottle}- ( Doktor Dre i Fifti Sent)      | Najbolji rep performans dua ili grupe      | Osvojeno   |
| 2010 | -Relapse}-                                        | Najbolji rep album                         | Osvojeno   |
| 2011 | -Love The Way You Lie}- ( Rijana)                 | Numera godine                              | Nominacija |
| 2011 | -Love The Way You Lie}- ( Rijana)                 | Pesma godine                               | Nominacija |
| 2011 | -Love The Way You Lie}- ( Rijana)                 | Najbolja rep/sang kolaboracija             | Nominacija |
| 2011 | -Love The Way You Lie}- ( Rijana)                 | Najbolja rep pesma                         | Nominacija |
| 2011 | -Love The Way You Lie}- ( Rijana)                 | Najbolji muzički spot                      | Nominacija |
| 2011 | -Airplanes, Part II}- (sa Bobom i Hejli Vilijams) | Najbolja pop kolaboracija sa vokalima      | Nominacija |
| 2011 | -Not Afraid}-                                     | Najbolji rep solo performans               | Osvojeno   |
| 2011 | -Not Afraid}-                                     | Najbolja rep pesma                         | Nominacija |
| 2011 | -Recovery}-                                       | Album godine                               | Nominacija |
| 2011 | -Recovery}-                                       | Najbolji rep album                         | Osvojeno   |
| 2012 | -I Need a Doctor}-                                | Najbolja rep/sang kolaboracija             | Nominacija |
| 2012 | -I Need a Doctor}-                                | Najbolja rep pesma                         | Nominacija |
| 2012 | -Loud}- (kao feat.)                                    | Album godine                               | Nominacija |
| 2014 | -Berzerk}-                                        | Najbolji rep performans                    | Nominacija |
| 2015 | -Rap God}-                                        | Najbolji rep performans                    | Nominacija |
| 2015 | -The Monster}-                                    | Najbolja rep/sang kolaboracija             | Osvojeno   |
| 2015 | -The Marshall Mathers LP 2}-                      | Najbolji rep album                         | Osvojeno   |

## Zlatni globus
Nagradu Zlatni globus dodeljuje Asocijacija holivudskih stranih novinara (HFPA) da bi se prepoznao istaknut doprinos filmu. Eminem je nominovan za najbolju originalnu pesmu godine 2002.
| God. | Nominovani umetnik i radovi | Nagrada                   | Rezultat   |
| ---- | --------------------------- | ------------------------- | ---------- |
| 2002 | -Lose Yourself}-            | Najbolja originalna pesma | Nominacija |

## Ginisova knjiga svetskih rekorda
| God. | Nominovani umetnik i radovi | Nagrada                                             | Rezultat |
| ---- | --------------------------- | --------------------------------------------------- | -------- |
| 2010 | Eminem                      | Najprodavaniji album izvođača u 21. veku (SAD)      | Osvojeno |
| 2010 | Eminem                      | Najviše uzastopnih albuma izvođača u SAD na br. 1.? | Osvojeno |
| 2010 | Eminem                      | Reper s najviše br. 1 albuma u UK                   | Osvojeno |
| 2010 | Eminem                      | Najviše uzastopnih albuma izvođača u SAD na br. 1.  | Osvojeno |
| 2015 | -Rap God}-                  | Najviše reči u hit singlu                           | Osvojeno |

## Hongkong top sejls
Priznanje dodeljuje Međunarodna federacija fonografske industrije (IFPI) za muzičku industriju u Hongkongu.
| God. | Nominovani umetnik i radovi | Nagrada                               | Rezultat |
| ---- | --------------------------- | ------------------------------------- | -------- |
| 2006 |                             | Deset najprodavanijih izdanja, strana | Osvojeno |

## 
Muzička nagrada Ajhartrejdio je međunarodno priznanje koje dodeljuje Ajhartrejdio od 2014. godine. Eminem je imao 2 nominacije.
| God. | Nominovani umetnik | Nagrada               | Rezultat   |
| ---- | ------------------ | --------------------- | ---------- |
| 2014 | ( Rijana)          | Pesma godine          | Nominacija |
| 2014 | ( Rijana)          | Najbolja kolaboracija | Nominacija |

## Japanski radio
Nagrada Japanski radio popular disk se dodeljuje svake godine na ceremoniji koja se održava u Tokiju. Eminem je osvojio nagradu kao najbolji muški vokalista godine 2001.
| God. | Nominovani umetnik | Nagrada                  | Rezultat |
| ---- | ------------------ | ------------------------ | -------- |
| 2001 | Eminem             | Najbolji muški vokalista | Osvojeno |

## Džuno
Nagrada Džuno se dodeljuje godišnje, a prezenter je Kanadska akademija muzičkih umetnosti i nauka (CARAS); cilj je odavanje počasti kanadskim muzičarima i umetnicima koji su nominovani za međunarodne kategorije. Eminem je osvojio dve nagrade za svoje studijske albume.
| God. | Nominovani radovi | Nagrada                                  | Rezultat   |
| ---- | ----------------- | ---------------------------------------- | ---------- |
| 2001 |                   | Najprodavaniji album (strani ili domaći) | Osvojeno   |
| 2003 |                   | Međunarodni album godine                 | Osvojeno   |
| 2005 |                   | Međunarodni album godine                 | Nominacija |
| 2011 |                   | Međunarodni album godine                 | Nominacija |
| 2014 |                   | Međunarodni album godine                 | Nominacija |

## Emnet Azija
Muzička nagrada Emnet Azija, izvorno skraćeno kao MAMA, nagrada je koju dodeljuje Emnet svake godine u znak priznanja južnokorejskim umetnicima, kao i stranim umetnicima koji su imali uticaja na južnokorejsku muzičku industriju.
| God. | Nominovani umetnik i radovi | Nagrada                      | Rezultat |
| ---- | --------------------------- | ---------------------------- | -------- |
| 2002 | Eminem                      | Najbolji međunarodni umetnik | Osvojeno |

## 
| God. | Nominovani umetnik i rad | Nagrada                      | Rezultat |
| ---- | ------------------------ | ---------------------------- | -------- |
| 2000 |                          | Najbolji hip hop izvođač     | Osvojeno |
| 2010 | Eminem                   | Najbolji međunarodni izvođač | Osvojeno |

## MTV
Sveukupno, Eminem je osvojio 35 nagrada MTV od 90 nominacija — uključujući nagrade MTV Azija, MTV Jurop, MTV video i MTV video Japan.

### MTV Afrika
| God. | Nominovani umetnik i rad | Nagrada                      | Rezultat |
| ---- | ------------------------ | ---------------------------- | -------- |
| 2010 | Eminem                   | Najbolji međunarodni umetnik | Osvojeno |

### MTV Azija
Nagrada MTV Azija se dodeljuje bianualno u čast azijskih i međunarodnih umetnika. Eminem je nominovan kao omiljeni muški umetnik godine 2002.
| God. | Nominovani umetnik i rad | Nagrada                | Rezultat   |
| ---- | ------------------------ | ---------------------- | ---------- |
| 2002 | Eminem                   | Omiljeni muški umetnik | Nominacija |
| 2003 | Eminem                   | Omiljeni muški umetnik | Nominacija |
| 2003 |                          | Omiljeni video         | Nominacija |
| 2004 | Eminem                   | Omiljeni muški umetnik | Nominacija |
| 2006 | Eminem                   | Omiljeni muški umetnik | Nominacija |

### MTV Evropa
Muzička nagrada MTV Jurop (skraćeno EMA; originalno Evropska muzička nagrada MTV) osnovana je 1994. u MTV netvorks Juropu da se oda priznanje najpopularnijim pesmama i pevačima u Evropi. Prvobitno kao alternativa Američkoj muzičkoj nagradi MTV video, Muzička nagrada MTV jurop danas je popularno nagrađivanje onoga što gledaoci MTV-a širom sveta smatraju najboljim u muzici. Ukupno, Eminem je osvojio 15 nagrada od 31 nominacije. Bio je dobitnik najviše priznanja EMA svih vremena (pre nego što ga je pretekao Džastin Biber godine 2015) i postao je 1. reper koji je osvojio „Nagradu za globalnu ikonu” godine 2013.
| God. | Nominovani umetnik i rad   | Nagrada                   | Rezultat   |
| ---- | -------------------------- | ------------------------- | ---------- |
| 1999 | Eminem                     | Najbolji hip-hop izvođač  | Osvojeno   |
| 1999 | Eminem                     | Najbolji novi izvođač     | Nominacija |
| 2000 | Eminem                     | Najbolji hip-hop izvođač  | Osvojeno   |
| 2000 | Eminem                     | Najbolji muški izvođač    | Nominacija |
| 2000 |                            | Najbolji album            | Osvojeno   |
| 2001 | Eminem                     | Najbolji hip-hop izvođač  | Osvojeno   |
| 2001 |                            | Najbolja pesma            | Nominacija |
| 2002 | Eminem                     | Najbolji muški izvođač    | Osvojeno   |
| 2002 | Eminem                     | Najbolji hip-hop izvođač  | Osvojeno   |
| 2002 |                            | Najbolji album            | Osvojeno   |
| 2002 | Najbolji rep/hip-hop album | Osvojeno                  |            |
| 2002 |                            | Najbolji spot             | Nominacija |
| 2003 | Eminem                     | Najbolji hip-hop izvođač  | Osvojeno   |
| 2004 | D12                        | Najbolji hip-hop izvođač  | Osvojeno   |
| 2004 | D12                        | Najbolja grupa            | Nominacija |
| 2005 | Eminem                     | Najbolji muškarac         | Nominacija |
| 2009 | Eminem                     | Najbolji urbani izvođač   | Nominacija |
| 2009 | Eminem                     | Najbolji muški izvođač    | Osvojeno   |
| 2009 |                            | Najbolji spot             | Nominacija |
| 2010 | Eminem                     | Najbolji hip-hop izvođač  | Osvojeno   |
| 2011 | Eminem                     | Najbolji hip-hop izvođač  | Osvojeno   |
| 2011 | Eminem                     | Najbolji muški izvođač    | Nominacija |
| 2013 | Eminem                     | Najbolji hip-hop izvođač  | Osvojeno   |
| 2013 | Eminem                     | Najbolji muškarac         | Nominacija |
| 2013 | Eminem                     | Nagrada za globalnu ikonu | Osvojeno   |
| 2014 | Eminem                     | Najbolji hip-hop izvođač  | Nominacija |
| 2014 | Eminem                     | Najbolji izvođač u SAD    | Nominacija |
| 2014 | Eminem                     | Najbolji muškarac         | Nominacija |
| 2014 | ( Rijana)                  | Najbolja pesma            | Nominacija |
| 2017 | Eminem                     | Najbolji hip-hop          | Na čekanju |
| 2017 | Eminem                     | Najbolji lajv             | Na čekanju |

### MTV Italija
Italijanska nagrada MTV je priznanje koje je 2013. godine uveo MTV Italija. Nagrade se dodeljuju u nekoliko kategorija, na osnovu televotinga publike. Eminem je dobio nominaciju tokom drugog održavanja.
| God. | Nominovani umetnik i rad | Nagrada        | Rezultat   |
| ---- | ------------------------ | -------------- | ---------- |
| 2014 | Eminem                   | Super čovek    | Nominacija |
| 2014 | Eminem                   | Umetnička saga | Nominacija |

### MTV film
Eminem je osvojio dve ove nagrade za svoj igrani film premijerno prikazan pod originalnim naslovom 8 Mile na dodeli nagrade 2003.
| God. | Nominovani film | Uloga                     | Nagrada                   | Rezultat |
| ---- | --------------- | ------------------------- | ------------------------- | -------- |
| 2003 | 8 milja         | Džimi „Bi-Rebit” Smit ml. | Najbolji muški performans | Osvojeno |
| 2003 | 8 milja         | Džimi „Bi-Rebit” Smit ml. | Najbolji muški novajlija  | Osvojeno |

### MTV video
| God. | Nominovani radovi | Nagrada                          | Rezultat   |
| ---- | ----------------- | -------------------------------- | ---------- |
| 1999 | [ 66 ]            | Najbolji muški spot              | Nominacija |
| 1999 | [ 66 ]            | Najbolji novi umetnik u spotu    | Osvojeno   |
| 1999 | [ 66 ]            | Najbolje režiranje u spotu       | Nominacija |
| 1999 | [ 66 ]            | Spot za probijanje leda          | Nominacija |
| 2000 | [ 67 ]            | Spot godine                      | Osvojeno   |
| 2000 | [ 67 ]            | Najbolji muški spot              | Osvojeno   |
| 2000 | [ 67 ]            | Najbolji rep video               | Nominacija |
| 2000 | [ 67 ]            | Izbor gledalaca                  | Nominacija |
| 2000 | [ 67 ]            | Najbolje režiranje u spotu       | Nominacija |
| 2000 | [ 67 ]            | Najbolja montaža u spotu         | Nominacija |
| 2001 | ( Dajdo)          | Spot godine                      | Nominacija |
| 2001 | ( Dajdo)          | Najbolji muški spot              | Nominacija |
| 2001 | ( Dajdo)          | Najbolji rep video               | Nominacija |
| 2001 | ( Dajdo)          | Najbolje režiranje u spotu       | Nominacija |
| 2001 | ( Dajdo)          | Najbolja kinematografija u spotu | Nominacija |
| 2002 | [ 69 ]            | Spot godine                      | Osvojeno   |
| 2002 | [ 69 ]            | Najbolji muški spot              | Osvojeno   |
| 2002 | [ 69 ]            | Najbolji rep video               | Osvojeno   |
| 2002 | [ 69 ]            | Najbolje režiranje u spotu       | Osvojeno   |
| 2002 | [ 69 ]            | Najbolja montaža u spotu         | Nominacija |
| 2002 | [ 69 ]            | Izbor gledalaca                  | Nominacija |
| 2003 | [ 70 ]            | Spot godine                      | Nominacija |
| 2003 | [ 70 ]            | Najbolji muški spot              | Nominacija |
| 2003 | [ 70 ]            | Najbolji rep video               | Nominacija |
| 2003 | [ 70 ]            | Najbolji spot iz filma           | Osvojeno   |
| 2003 | [ 70 ]            | Izbor gledalaca                  | Nominacija |
| 2005 | [ 71 ]            | Najbolji rep video               | Nominacija |
| 2005 |                   | Spot za probijanje leda          | Nominacija |
| 2009 | [ 72 ]            | Spot godine                      | Nominacija |
| 2009 | [ 72 ]            | Najbolji hip-hop spot            | Osvojeno   |
| 2009 | [ 72 ]            | Najbolji muški spot              | Nominacija |
| 2009 | [ 72 ]            | Najbolji specijalni efekti       | Nominacija |
| 2010 | [ 73 ]            | Spot godine                      | Nominacija |
| 2010 | [ 73 ]            | Najbolji hip-hop spot            | Osvojeno   |
| 2010 | [ 73 ]            | Najbolji muški spot              | Osvojeno   |
| 2010 | [ 73 ]            | Najbolja umetnička režija        | Nominacija |
| 2010 | [ 73 ]            | Najbolja kinematografija         | Nominacija |
| 2010 | [ 73 ]            | Najbolja režija                  | Nominacija |
| 2010 | [ 73 ]            | Najbolja montaža                 | Nominacija |
| 2010 | [ 73 ]            | Najbolji specijalni efekti       | Nominacija |
| 2011 | ( Rijana)         | Najbolji muški spot              | Nominacija |
| 2011 | ( Rijana)         | Najbolja kinematografija         | Nominacija |
| 2011 | ( Rijana)         | Najbolja režija                  | Nominacija |
| 2011 | ( Rijana)         | Najbolji spot s porukom          | Nominacija |
| 2014 | ( Rijana)         | Najbolji muški spot              | Nominacija |
| 2014 | ( Rijana)         | Najbolja kolaboracija            | Nominacija |
| 2014 | ( Rijana)         | Najbolja režija                  | Nominacija |
| 2014 | [ 77 ]            | Najbolji hip-hop spot            | Nominacija |
| 2014 | [ 77 ]            | Najbolja umetnička režija        | Nominacija |
| 2014 | [ 77 ]            | Najbolja montaža                 | Osvojeno   |
| 2014 | [ 77 ]            | Najbolji vizuelni efekti         | Nominacija |

## Mačmjuzik video
Nagrada Mačmjuzik video (MMVA) anualna je nagrada koju na ceremoniji dodeljuje kanadski muzički video-kanal Mačmjuzik radi odavanja počasti za najbolje muzičke spotove pojedine godine.
| God. | Nominovani umetnik i radovi | Nagrada                                    | Rezultat   |
| ---- | --------------------------- | ------------------------------------------ | ---------- |
| 2003 | [ 78 ]                      | Izbor naroda: Omiljeni međunarodni umetnik | Osvojeno   |
| 2003 | [ 78 ]                      | Najbolji međunarodni spot — umetnik        | Nominacija |
| 2003 | [ 78 ]                      | Najbolji međunarodni spot — umetnik        | Nominacija |
| 2011 | ( Rijana)                   | Najgledaniji spot godine                   | Nominacija |
| 2011 | ( Rijana)                   | Međunarodni spot godine — umetnik          | Nominacija |
| 2011 | ( Rijana)                   | Međunarodni umetnik                        | Nominacija |
| 2012 | (feat. Bruno Mars)               | Međunarodni spot godine — grupa            | Nominacija |

## imidž
Nagrada NAACP imidž se prezentuje godišnje; dodeljuje je američka Nacionalna asocijacija za napredak obojenih ljudi da bi se odalo priznanje nebelcima u filmu, na televiziji, u muzici i u književnosti.
| God. | Nominovani umetnik i radovi | Nagrada               | Rezultat   |
| ---- | --------------------------- | --------------------- | ---------- |
| 2011 | ( Rijana)                   | Najbolja kolaboracija | Nominacija |

## 
Muzička nagrada , koju je 2000. osnovala francuska radio-stanica NRJ, predstavlja nagradu za popularne muzičare u raznim kategorijama.
| God. | Nominovani umetnik i radovi | Nagrada                          | Rezultat   |
| ---- | --------------------------- | -------------------------------- | ---------- |
| 2005 | Eminem                      | Međunarodni muški umetnik godine | Nominacija |
| 2011 | ( Rijana)                   | Najbolja međunarodna pesma       | Nominacija |
| 2011 | ( Rijana)                   | Spot godine                      | Nominacija |
| 2011 | Rijana & Eminem             | Najbolji međunarodni duo         | Nominacija |

## Onlajn filmsko kritičarsko društvo
| God. | Nominovani umetnik i radovi | Nagrada                                | Rezultat   |
| ---- | --------------------------- | -------------------------------------- | ---------- |
| 2003 | 8 milja                     | Najbolji performans za probijanje leda | Nominacija |

## Narodni izbor
Nagrada Izbor naroda je godišnja ceremonija dodele nagrada na osnovu narodnog glasanja na internetu za omiljene muzičare, glumce itd. Eminem je osvojio 7 nagrada od 10 nominacija.
| God. | Nominovani umetnik i radovi | Nagrada                        | Rezultat   |
| ---- | --------------------------- | ------------------------------ | ---------- |
| 2002 | Eminem                      | Omiljeni muški muzički izvođač | Nominacija |
| 2003 | Eminem                      | Omiljeni muški muzički izvođač | Osvojeno   |
| 2007 |                             | Omiljena hip-hop pesma         | Nominacija |
| 2010 | Eminem                      | Omiljeni muški umetnik         | Nominacija |
| 2010 | Eminem                      | Omiljeni hip-hop umetnik       | Osvojeno   |
| 2011 | Eminem                      | Omiljeni muški umetnik         | Osvojeno   |
| 2011 | Eminem                      | Omiljeni hip-hop umetnik       | Osvojeno   |
| 2011 | ( Rijana)                   | Omiljena pesma                 | Osvojeno   |
| 2011 | ( Rijana)                   | Omiljeni muzički spot          | Osvojeno   |
| 2012 | Eminem                      | Omiljeni hip-hop umetnik       | Osvojeno   |

## Spajk
Nagrada Spajk video gejm (takođe poznata kao VGA, te VGX poslednje godine) bila je anualna nagrada koju je davao Spajk TV između 2003. i 2013. godine (trajala je deset godina) i koja je odavala priznanje najboljim računarskim i video igrama godine. Eminem je nominovan tri puta, ali nije osvojio nagradu.
| God. | Nominovani umetnik i radovi | Nagrada                            | Rezultat   |
| ---- | --------------------------- | ---------------------------------- | ---------- |
| 2005 |                             | Najbolji muški sporedni performans | Nominacija |
| 2010 |                             | Najbolja pesma u igrici            | Nominacija |
| 2013 | [ 85 ]                      | Najbolja pesma u igrici            | Nominacija |

## Soul trejn
Muzička nagrada Soul trejn se dodeljuje svake godine i svojevremeno se prenosila na nacionalnoj televizijskoj sindikaciji; odaje priznanje najboljima u crnačkoj muzici.
| God. | Nominovani umetnik i radovi | Nagrada                       | Rezultat |
| ---- | --------------------------- | ----------------------------- | -------- |
| 2010 | ( Rijana)                   | Najbolja hip-hop pesma godine | Osvojeno |

## 
RIAA je 15. juna imenovala Eminema za 1. umetnika koji je imao 2 digitalne dijamantske nagrade — za njegove singlove Love the Way You Lie i Not Afraid. Takođe je dobio 2 dijamantske nagrade za albume The Marshall Mathers LP i The Eminem Show, za prodaju preko 10.000.000 kopija u SAD. Eminem je isto tako i jedini umetnik koji je osvojio 2 dijamanstke nagrade i za albume i za singlove.
| God. | Nominovani umetnik i radovi | Nagrada                                                                                    | Rezultat |
| ---- | --------------------------- | ------------------------------------------------------------------------------------------ | -------- |
| 2015 |                             | Dijamantska nagrada za digitalnu muziku (za preko 10.000.000 prodatih jedinica / strimova) | Osvojeno |
| 2015 | Osvojeno                    | Dijamantska nagrada za digitalnu muziku (za preko 10.000.000 prodatih jedinica / strimova) |          |
| 2015 |                             | Dijamantska nagrada za album (za preko 10.000.000 prodatih jedinica)                       | Osvojeno |
| 2015 | Osvojeno                    | Dijamantska nagrada za album (za preko 10.000.000 prodatih jedinica)                       |          |

## Saundsken
Nilsen saundsken je sistem za praćenje informacija i prodaje koji su osnovali Majk Fajn i Majk Šalet. Saundsken je zvanični metod praćenja prodaje muzike i muzičkih videa te sličnih proizvoda širom SAD i Kanade. Godine 2010, Nilsen saundsken je Eminemu dodelio Specijalnu nagradu, te ga imenovao za „Najprodavanijeg umetnika decenije” za prodaju njegovih uspešnih albuma u periodu 2000—2009. Dva od njegovih osam albuma, The Marshall Mathers LP i The Eminem Show, dobila su dijamantske sertifikacije u SAD. Eminem je prodao preko 120 miliona solo albuma širom sveta, do aprila 2015.
| God. | Nominovani umetnik i radovi | Nagrada                                     | Rezultat |
| ---- | --------------------------- | ------------------------------------------- | -------- |
| 2010 | Eminem                      | Najprodavaniji umetnik decenije (2000—2009) | Osvojeno |

## Satelit
Nagrada Satelit je priznanje koje godišnje dodeljuje Međunarodna pres akademija, za najistaknutije u industriji zabave odnosno žurnale i blogove.
| God. | Nominovani umetnik i radovi | Nagrada                   | Rezultat   |
| ---- | --------------------------- | ------------------------- | ---------- |
| 2003 |                             | Najbolja originalna pesma | Nominacija |

## Svis mjuzik
| God. | Nominovani umetnik i radovi | Nagrada                           | Rezultat |
| ---- | --------------------------- | --------------------------------- | -------- |
| 2014 |                             | Najbolji urbani međunarodni album | Osvojeno |

## Tinejdžerski izbor
Eminem je osvojio 10 nagrada Izbor tinejdžera. Bio je nominovan za ukupno 13.
| God. | Nominovani umetnik i radovi | Nagrada                                              | Rezultat   |
| ---- | --------------------------- | ---------------------------------------------------- | ---------- |
| 2003 | Eminem                      | Izbor za film: Glumac u dramskoj/akcionoj avanturi   | Osvojeno   |
| 2003 | Eminem                      | Izbor za krosover umetnika                           | Nominacija |
| 2003 | Eminem                      | Izbor za film: Zvezda koja je probila led — muškarac | Osvojeno   |
| 2003 | Eminem                      | Izbor za film: Muški umetnik                         | Osvojeno   |
| 2003 | Eminem                      | Izbor za muziku: Rep umetnik                         | Osvojeno   |
| 2005 | Eminem                      | Izbor za muziku: Rep umetnik                         | Osvojeno   |
| 2005 | [ 92 ]                      | Izbor za muziku: Rep numera                          | Osvojeno   |
| 2010 | Eminem                      | Izbor za muziku: Najbolji muški umetnik              | Nominacija |
| 2010 | Eminem                      | Izbor za muziku: Najbolji rep umetnik                | Osvojeno   |
| 2010 | [ 93 ]                      | Izbor za muziku: Najbolji rep album                  | Osvojeno   |
| 2010 | ( Rijana)                   | Izbor za muziku: Rep/hip-hop numera                  | Osvojeno   |
| 2011 | Eminem                      | Izbor za muziku: /hip-hop umetnik                    | Osvojeno   |
| 2014 | Eminem                      | Izbor za muziku: /hip-hop umetnik                    | Nominacija |

## Bumboks
Nagradu Bumboks fan čojs dodeljuje američka hip hop onlajn publikacija Bumboks, od 2014. godine. Eminem je imao jednu nominaciju.
| God. | Nominovani umetnik i radovi | Nagrada             | Rezultat   |
| ---- | --------------------------- | ------------------- | ---------- |
| 2014 |                             | Hip-hop spot godine | Nominacija |

## UK video
Nagrada UK mjuzik video je godišnja proslava kreativnosti, tehničke ekspertize i inovacije u stvaranju muzičkih spotova i pokretne slike za muziku.
| God. | Nominovani umetnik i radovi | Nagrada                             | Rezultat   |
| ---- | --------------------------- | ----------------------------------- | ---------- |
| 2011 | ( Rijana)                   | Najbolji urbani video — međunarodni | Nominacija |

## Vajb
Magazin Vajb je pokrenuo „Turnir najboljeg živog repera” 21. jula 2008. godine. Bile su četiri kategorije i četiri odabira broja 1: Džej-Zi, Lil Vejn, Eminem i Andre 3000. Stvarna četiri finalista su uključivala Ludakrisa, Gejma, Eminema i Džej-Zija. Poslednja dva repera koja su prošla bili su Eminem i Džej-Zi, a Eminem je na kraju dobio 69% glasova za pobedu. Kada je Em čuo vesti, izjavio je: „Očigledno je čast osvojiti podršku fanova izglasavanjem za najboljeg živog repera. Mada, ne mislim da postoji ijedan reper koji je jednostavno najbolji. Svako koga su razmatrali i mnogi drugi su najbolji u određenim stvarima, te onome što rade. Ali pošto Vajb nudi odlikovanje, svakako da ću ga prihvatiti!”
| God. | Nominovani umetnik i radovi | Nagrada             | Rezultat |
| ---- | --------------------------- | ------------------- | -------- |
| 2008 | Eminem                      | Najbolji živi reper | Osvojeno |

## Vorld mjuzik
Nagrada Vorld mjuzik je međunarodno priznanje koje se daje od 1989. godine pod visokim pokroviteljstvom Alberta II, kneza od Monaka; sedište je u Monte Karlu. Nagrade se dodeljuju svetski najprodavanijim umetnicima u raznim kategorijama, kao i najprodavanijim umetnicima svake veće teritorije. Brojke za prodaju osigurava Međunarodna federacija fonografske industrije (IFPI). Devet nagrada izglasava onlajn publika.
| God. | Nominovani umetnik i radovi | Nagrada                                             | Rezultat   |
| ---- | --------------------------- | --------------------------------------------------- | ---------- |
| 2001 | Eminem                      | Svetski najprodavaniji rep/hip-hop umetnik          | Osvojeno   |
| 2003 | Eminem                      | Svetski najprodavaniji američki umetnik             | Osvojeno   |
| 2003 | Eminem                      | Svetski najbolji pop/rok umetnik                    | Osvojeno   |
| 2003 | Eminem                      | Svetski najbolji američki muški umetnik             | Osvojeno   |
| 2005 | Eminem                      | Svetski najprodavaniji pop/rok umetnik              | Osvojeno   |
| 2005 | Eminem                      | Svetski najprodavaniji rep/hip-hop umetnik          | Osvojeno   |
| 2010 | Eminem                      | Svetski najbolji najprodavaniji rep/hip-hop umetnik | Osvojeno   |
| 2014 | Eminem                      | Svetski najprodavaniji umetnik                      | Osvojeno   |
| 2014 | Eminem                      | Svetski najbolji najprodavaniji rep/hip-hop umetnik | Osvojeno   |
| 2014 | Eminem                      | Svetski najbolji najprodavaniji američki umetnik    | Osvojeno   |
| 2014 | Eminem                      | Svetski najbolji muški umetnik                      | Nominacija |
| 2014 | Eminem                      | Svetski najbolji živi izvođač                       | Nominacija |
| 2014 | Eminem                      | Svetski najbolji zabavljač                          | Nominacija |

## Vorld saundtrek
Nagradu Vorld saundtrek dodeljuje svake godine Akademija Vorld saundtrek odavajući počast najboljoj filmskoj muzici.
| God. | Nominovani radovi | Nagrada                                    | Rezultat   |
| ---- | ----------------- | ------------------------------------------ | ---------- |
| 2003 |                   | Najbolja originalna pesma napisana za film | Nominacija |

## Jutjub
| God. | Nominovani umetnik i radovi | Nagrada        | Rezultat |
| ---- | --------------------------- | -------------- | -------- |
| 2013 | Eminem                      | Umetnik godine | Osvojeno |